# Marek Sobola
Marek Sobola (ur. 3 lipca 1981 w Żylinie) – słowacki architekt krajobrazu, ogrodnik i heraldyk, autor herbów kościelnych w Australii i Oceanii, Papui-Nowej Gwinei i w Zatoce Perskiej. Od 2023 r Konsul Honorowy Rumunii na Słowacji.

## Życiorys
Urodził się w Żylinie. Ukończył studia na Wydziale Ogrodniczym Słowackiego Uniwersytetu Rolniczego w Nitrze w specjalizacji Architektura krajobrazu. W 2007 r. uzyskał stopień doktora. Karierę międzynarodową rozpoczął w 2016 roku kiedy stworzył herb dla Wikariatu apostolskiego Arabii Północnej. Marek Sobola jest autorem międzynarodowego projektu Drzewo pokoju (ang. Tree of Peace, ros. Дерево мира, niem. Der Friedensbaum). Projekt realizowany jest na Słowacji, w Polsce w gminie Trzyciąż (Cmentarz Wojenny w Cieplicach), Rosji, Austrii, Stanach Zjednoczonych i w Serbii.

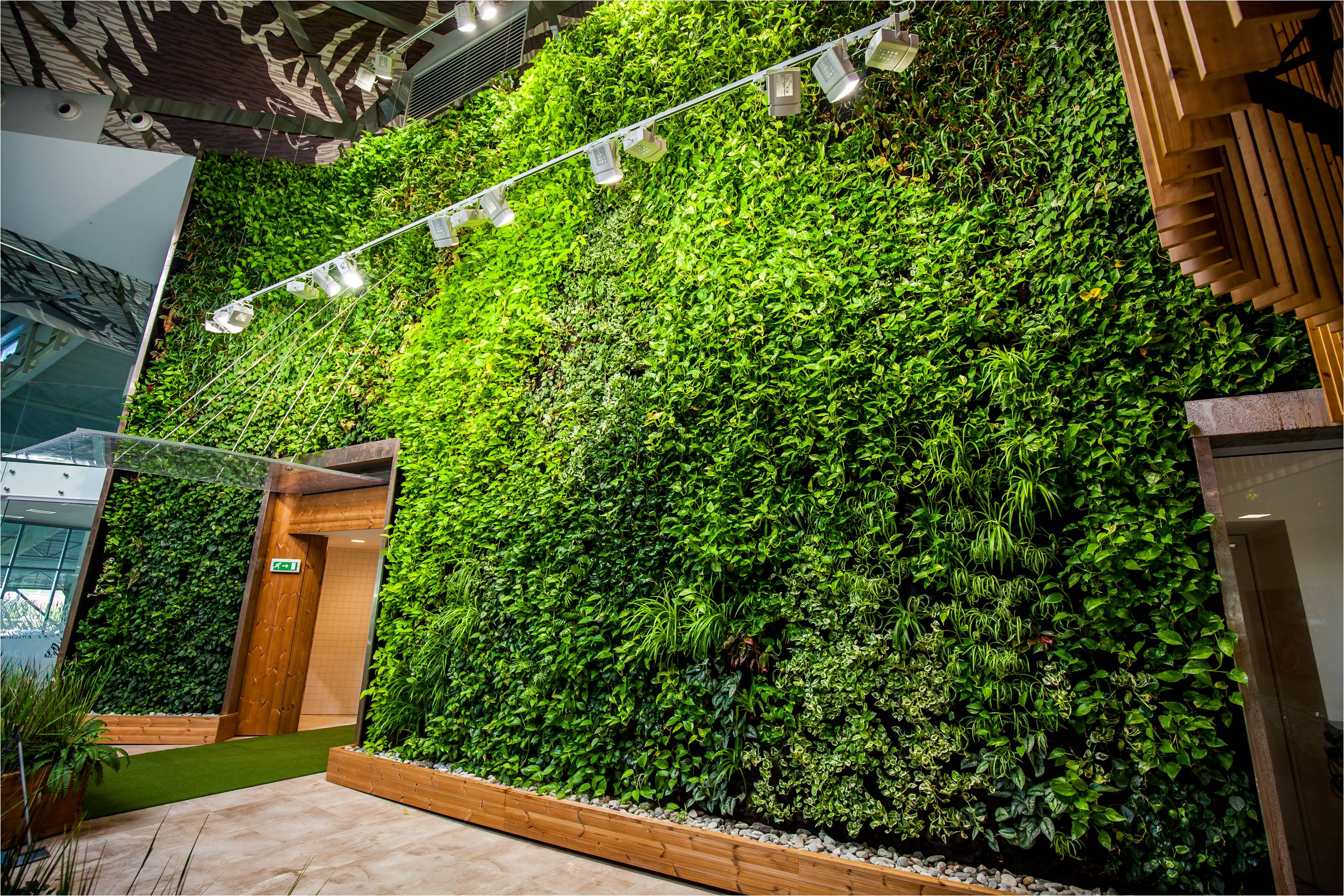
Ogród wertykalny: Liptovská Osada, Słowacja

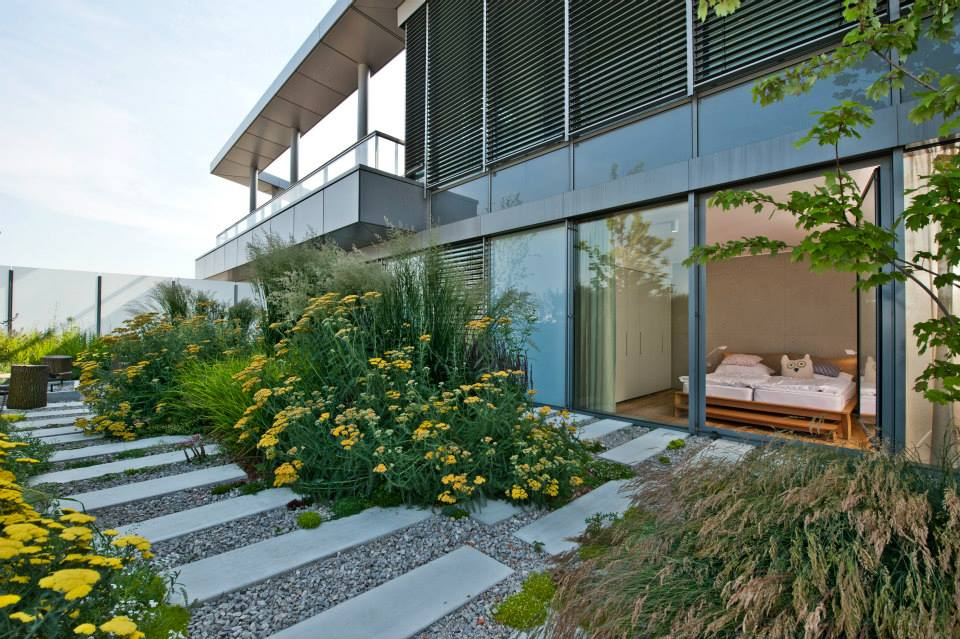
Ogród na dachu: Eurovea Bratysława, Słowacja

## Heraldyka kościelna
- Arcybiskupi: Stephen Joseph Reichert, Francesco Panfilo, Karl Hesse i Anton Bal[7].
- Biskupi: Dávid Tencer, Francis Meli, Dariusz Kałuża, Vladimir Fekete, Otto Separy i Paul Donoghue[17].
- Archidiecezje: Honiara (archidiecezja na Wyspach Salomona), Madang i Rabaul[7].
- Diecezje: Tonga[18], Goroka, Samoa-Pago Pago, Tarawa i Nauru[19], Rarotonga (diecezja obejmująca całość Wysp Cooka oraz Niue), Mendi, Kimbe, Bereina, Alotau-Sideia i Diecezja Reykjavíku.
- Inne: Misja „sui iuris” Afganistanu[20], Wikariat apostolski Arabii Północnej i Prefektura apostolska Azerbejdżanu.

## Odznaczenia

### Ordery i odznaczenia państw obcych
Dynastia askańska
- Order Alberta Niedźwiedzia, Medal Pamiątkowy (Verdienst- und Ehrenmedaille des Askanischen Hausordens Albrecht der Bär), 2024[21].

- Odznaka pamiątkowa księcia Joachima Ernsta (Herzog Joachim Ernst Erinnerungszeichen)[22].

Rumuńska rodzina królewska
- Królewski Medal za Lojalność (Medalia Regală pentru Loialitate) (2022)[23][24].

Święty Konstantyński Order Wojskowy Świętego Jerzego
- Brązowy Medal Benemerenti (2021)[25].

Cesarsky Dom Romanowów: 
- Cesarski Medal Pamiątkowy „Pamięci 100. rocznicy Wielkiej Wojny 1914-1918” (2020)[26].Dzieła heraldyczne – heraldyka kościelnaWikariat apostolski Arabii Północnej
Archidiecezja Honiara
Diecezja Vanimo
Diecezja Tonga
Diecezja Alotau-Sideia
Biskup Francis Meli
Biskup Vladimír Fekete SDB
Biskup Rolando Santos CM